# Nová Chřibská
Nová Chřibská je vesnice, část obce Rybniště v okrese Děčín. Nachází se asi 1,5 kilometru jihozápadně od Rybniště. Prochází zde silnice II/263. Nová Chřibská je také název katastrálního území o rozloze 0,74 km².

## Historie
První písemná zmínka o vesnici pochází z roku 1352.

## Obyvatelstvo
Při sčítání lidu v roce 1921 zde žilo 520 obyvatel (z toho 242 mužů), z nichž bylo osmnáct Čechoslováků, 494 Němců a osm cizinců. Kromě deseti evangelíků a jedenácti členů nezjišťovaných církví byli římskými katolíky. Podle sčítání lidu z roku 1930 měla vesnice 528 obyvatel: sedmnáct Čechoslováků, 504 Němůc a sedm cizinců. Převažovala římskokatolická většina, ale ve vsi žilo také čtrnáct evangelíků, tři členové církve československé, jedenáct členů nezjišťovaných církví (z toho deset u starokatolické církve) a patnáct lidí bez vyznání.
|                                                                   | 1869 | 1880 | 1890 | 1900 | 1910 | 1921 | 1930 | 1950 | 1961 | 1970 | 1980 | 1991 | 2001 | 2011 |
| ----------------------------------------------------------------- | ---- | ---- | ---- | ---- | ---- | ---- | ---- | ---- | ---- | ---- | ---- | ---- | ---- | ---- |
| Obyvatelé                                                         | 648  | 636  | 621  | 581  | 595  | 520  | 528  | 256  | 215  | 175  | 144  | 94   | 93   | 106  |
| Domy                                                              | 92   | 96   | 102  | 104  | 106  | 104  | 107  | 116  | .    | 53   | 45   | 35   | 52   | 52   |
| Počet domů z roku 1961 je zahrnut v domech místní části Rybniště. |      |      |      |      |      |      |      |      |      |      |      |      |      |      |

## Pamětihodnosti
Ve vesnici stojí několik podstávkových domů.